# Ctenomys haigi
Туко-туко Хейґа (Ctenomys haigi) — вид гризунів родини тукотукових, що зустрічається в Аргентині в провінціях Чубут і Ріо-Неґро.

## Опис
Вид мешкає на посушливих, степових луках, які чергується з нерегулярними інтервалами болотистих луків. Раціон досліджуваних Туко-туко Хейґа складали тонконіг лучний (Poa pratensis) і Ковила особлива (Stipa speciosa). Хоча основним середовищем проживання є патагонський степ, цей вид також можна виявити в низьких гірських та Вальдівійських тропічних лісах.

## Етимологія
Названий на честь Вальтера Ґудфелоу (англ. Walter Goodfellow, 1866–1953), британського зооколекціонера та орнітолога.